# Міагра білогорла
Міа́гра білогорла (Myiagra inquieta) — вид горобцеподібних птахів родини монархових (Monarchidae). Ендемік Австралії . Новогвінейська міагра раніше вважалася підвидом білогорлої міагри.

## Опис
Довжина птаха становить 20 см. Тім'я чорне з синім відтінком, верхня частина тіла сіра з синім відтінком, нижня частина тіла біла. Білогорла міагра схожа на чорнорябу віялохвістку, однак горло у неї буле, чуб на голові і брови відсутні, а форма тіла загалом дещо стрункіша.

## Поширення і екологія
Білогорлі міагри мешкають на сході, південному сході та на південному заході Австралії. Взимку деякі південні та південно-східні популяції кочують далі на північ. Білогорлі міагри живуть у відкритих сухих лісових масивах, зокрема в лісах камальдульських евкаліптів, а також поблизу поселень.

## Поведінка
Білогорлі міагри харчуються безхребетними, яких шукають серед листя в кронах дерев. Живуть поодинці або парами. Гнізда чашоподібні, зреблені з кори і трави, скріплені павутинням. В кладці 3 сіруватих або білих яйця, поуцяткованих темними плямками.

## Галерея

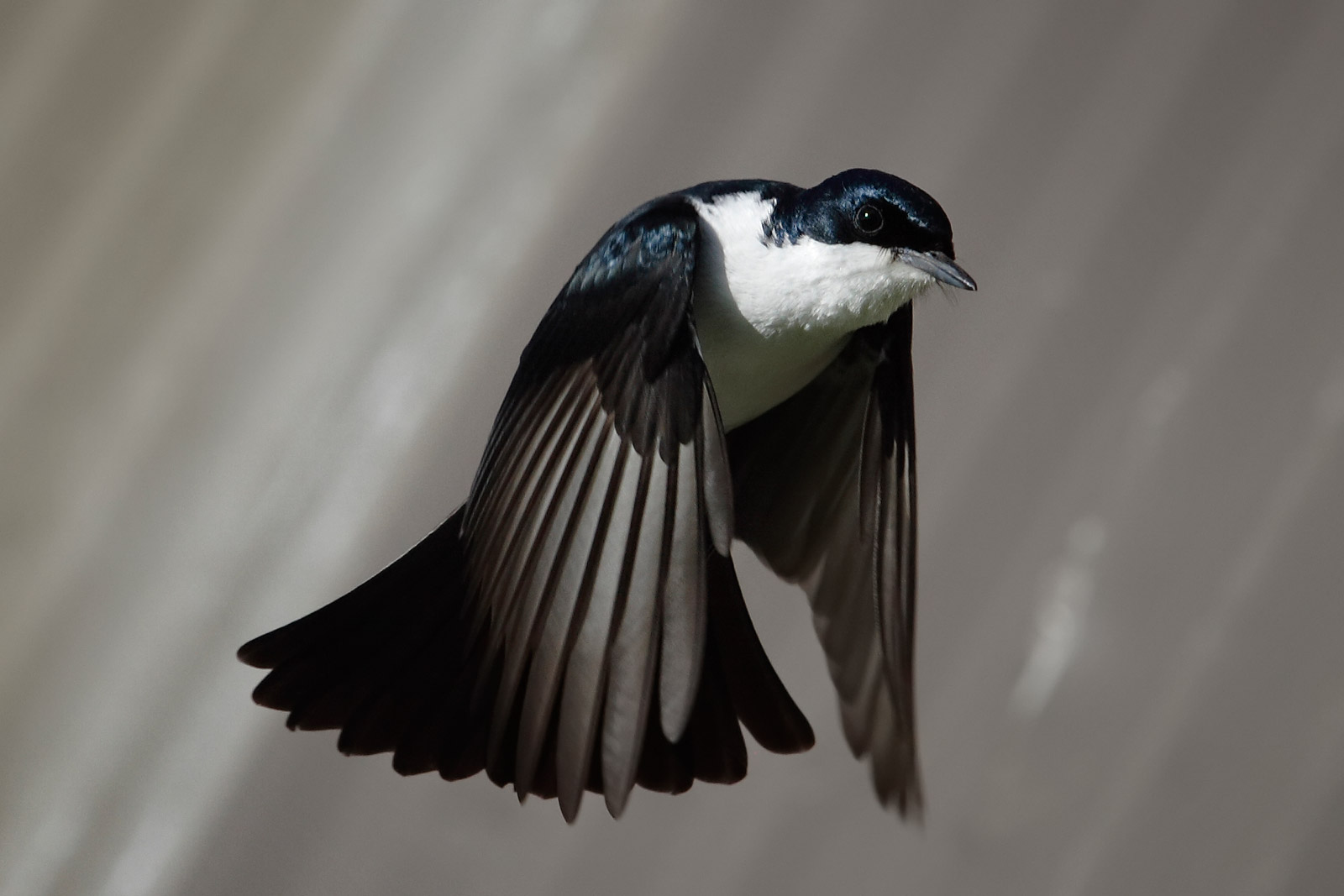
Білогорла міагра в польоті
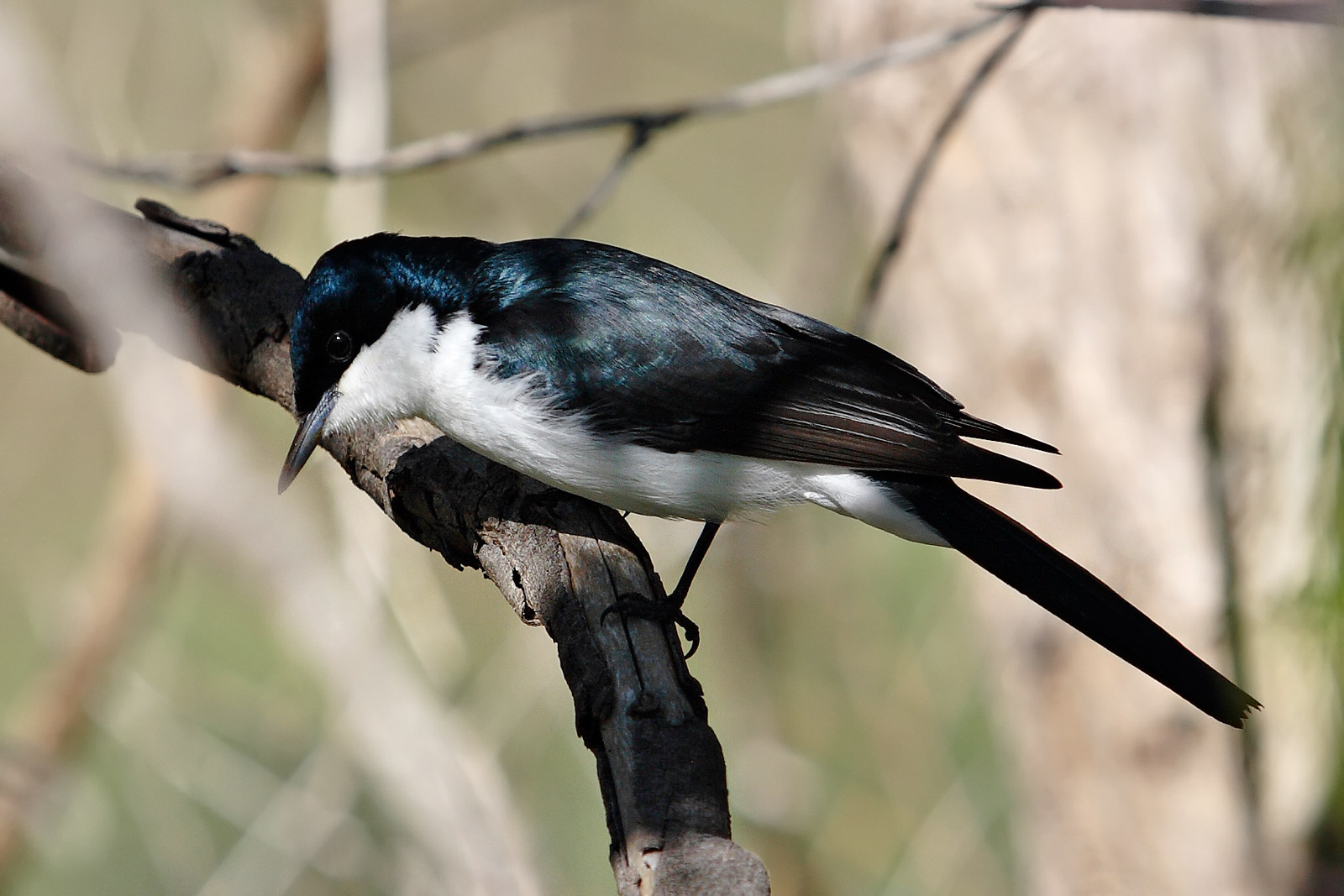
Білогорла міагра
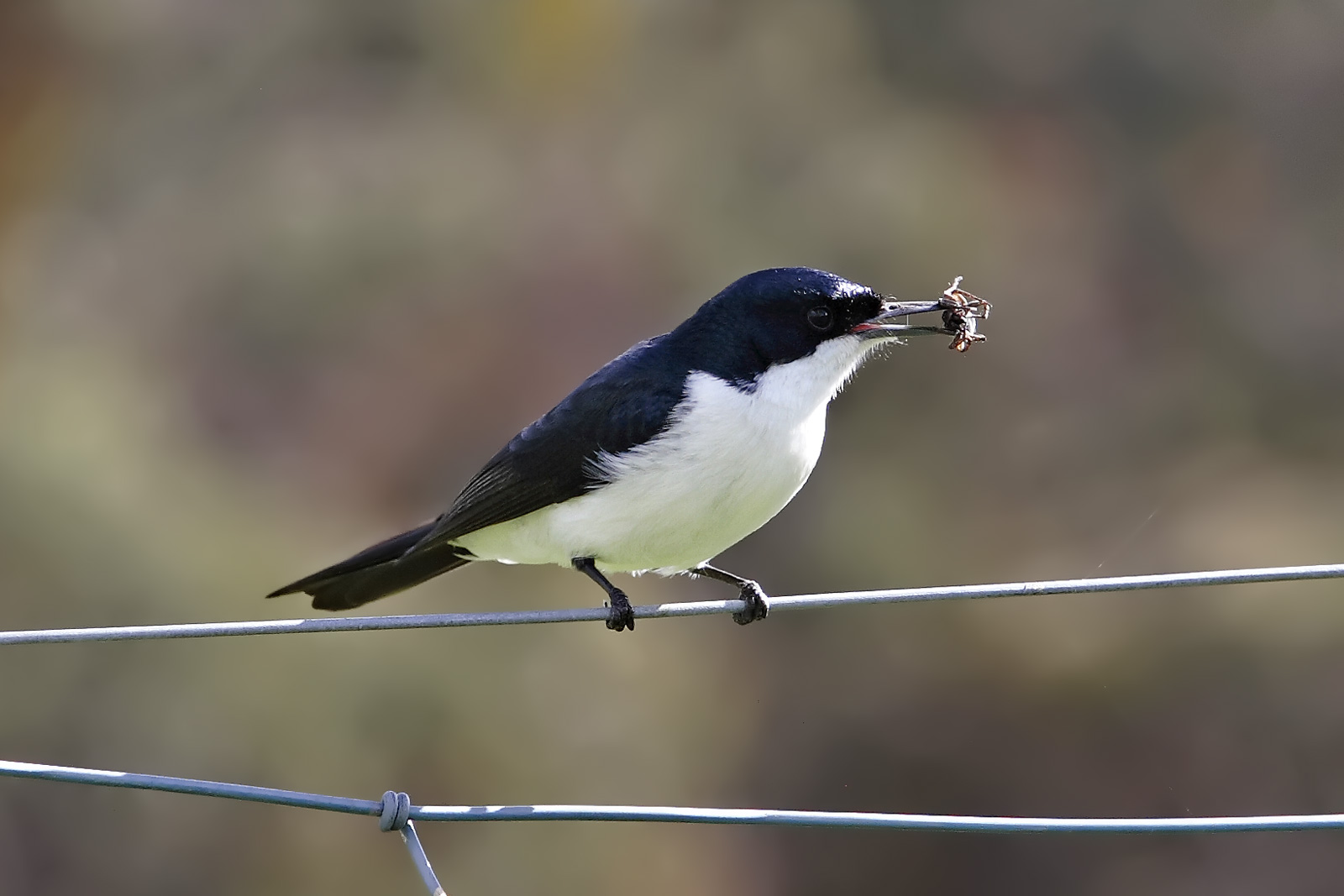
Білогорла міагра зі спійманим павуком